# Manrico Gammarota
Manrico Gammarota (Barletta, 8 ottobre 1955 – Palo del Colle, 10 febbraio 2015) è stato un attore, regista e autore televisivo italiano, vincitore del premio Persefone nel 2009 come miglior attore.

## Biografia
Fonda nel 1978 la compagnia teatrale Giocateatro, sciolta nel 1986, e con essa va in scena in molti teatri italiani ed europei. Dal 1987 inizia la sua attività di attore cinematografico.
Nel 2009 vince il premio Persefone come miglior attore per lo spettacolo La parola ai giurati di Reginald Rose, regia di Alessandro Gassmann. Nel 2009 il Trani Film Festival gli riconosce il premio Stupor Mundi riconoscimento cinematografico ispirato alla figura di Federico II di Svevia. Nel 2011 partecipa al 50º anniversario di Amnesty.
È morto suicida il 10 febbraio 2015 a 59 anni.

## Filmografia

### Cinema
- Libera, regia di Pappi Corsicato (1993)
- Giovanni Falcone, regia di Giuseppe Ferrara (1993)
- Nella mischia, regia di Gianni Zanasi (1995)
- Il cielo è sempre più blu, regia di Antonello Grimaldi (1996)
- Le acrobate, regia Silvio Soldini (1997)
- In barca a vela contromano, regia Stefano Reali (1997)
- LaCapaGira, regia di Alessandro Piva (1999)
- Pane e tulipani, regia di Silvio Soldini (2000)
- Sono positivo, regia di Cristiano Bortone (2000)
- L'ultima lezione, regia di Fabio Rosi (2001)
- Tuttapposto, regia di Franco Bertini (2001)
- A cavallo della tigre, regia di Carlo Mazzacurati (2002)
- Ultimo stadio, regia di Ivano De Matteo (2002)
- Biuti Quin Olivia, regia di Federica Martino (2002)
- Sanguepazzo, regia di Marco Tullio Giordana (2008)
- A morte!, regia di Gianluca Sulis (2010)
- Razzabastarda, regia di Alessandro Gassmann (2012)
- La scelta, regia di Michele Placido (2015)

### Televisione
- Distretto di Polizia  – serie TV, episodi 2x12-9x25 (2001-2009)
- Squadra antimafia - Palermo oggi - serie TV, episodio 2X05 (2010)
- R.I.S. 3 - Delitti imperfetti – serie TV, episodio 3x06 (2007)
- Pane e libertà regia di Alberto Negrin
- Pompei regia di Giulio Base
- L'ultima frontiera regia di Franco Bernini (2006) - film TV
- San Pietro con Omar Sharif regia di Giulio Base
- Maria Goretti regia di Giulio Base
- Le stagioni del cuore regia di Antonello Grimaldi
- Don Matteo (quarta stagione) (ep. "Mio padre è in carcere") regia di Giulio Base
- Nicolas Gift regia Robert Markowitz
- Briganti regia di Paolo Poeti
- Il commissario Zagaria, regia di Antonello Grimaldi (2011)

### Cortometraggi
- Naufraghi di Don Chisciotte, regia di Dominik Tambasco
- Scenaunointernonotte, regia di Francesco Menghini
- Sangue del tuo sangue, regia di Luca Pascuccio
- La locandiera, regia di Maurizio Panici
- Segni, regia di Beppe Sbrocchi
- Sempre i soliti, regia Mario Monicelli
- Il tempo che manca, regia di Vincenzo Scuccimarra
- Pseudo, episodio del film Intolerance

#### Documentari
- Mauro Giuliani - Una Vita Sei Corde regia di Beppe Sbrocchi (2015)

## Teatro
- La parola ai giurati di Reginald Rose regia di Alessandro Gassmann
- Sogno di una notte d’estate di William Shakespeare regia di  Maurizio Panici
- Il custode dell'acqua di Franco Scaglia regia di Maurizio Panici
- Tre sorelle di Anton Čechov regia di Maurizio Panici
- La locandiera di Carlo Goldoni regia di Maurizio Panici
- Orfani regia di Ennio Coltorti
- Arsenico e vecchi merletti regia di Cecilia Calvi
- La via vegetale
- Via sulla strada
- Vita natural durante regia di Sergio Fantoni
- All'alba del terzo millennio regia di Cecilia Calvi
- Orestea-Atridi regia di Maurizio Panici
- La locandiera di Goldoni regia di Marinella Anaclerio
- Roman e il suo cucciolo regia di Alessandro Gassmann
- Ettore e Ginevra
- La via vegetale
- Via sulla strada
- Non venite mangiati
- Vi faremo sapere

## Video musicali
- Vieni da me per Le Vibrazioni regia di Cosimo Alemà
- Qualche stupido ti amo per Irene Grandi e Alessandro Gassmann regia Matteo de Nicolò
- Solo andata per Canzoniere Grecanico Salentino regia Alessandro Gassmann